# Schistogyne tucumanensis
Schistogyne tucumanensis là một loài thực vật có hoa trong họ La bố ma. Loài này được T. Mey. miêu tả khoa học đầu tiên năm 1941.